# Mistrzostwa Świata w Snookerze 1932
Mistrzostwa Świata w Snookerze 1932 − szóste mistrzostwa świata w snookerze, które zostały rozegrane w 1932 roku. Po raz szósty, mistrzem świata został Joe Davis, który w finale pokonał Nowozelandczyka Clarka McConachy'ego 30−19..

## Wyniki turnieju

### Runda 1
Lepszy w 25 frame'ach
 Tom Dennis 11-13  Clark McConachy

### Finał
Lepszy w 49 frame'ach
 Joe Davis 30−19  Clark McConachy